# Campeonato da Oceania Júnior de Atletismo de 1998
O Campeonato da Oceania Júnior de Atletismo de 1998 foi a 3ª edição da competição organizada pela Associação de Atletismo da Oceania para atletas com menos de 20 anos, classificados como júnior. O campeonato foi realizado em conjunto com o Campeonato da Oceania de Atletismo de 1998 entre os dias 28 a 28 de agosto de 1998. Teve como sede o Estádio Desportivo Teufaiva, na cidade de Nuku'alofa, em Tonga, sendo disputadas 37 provas (19 masculino e 18 feminino). Teve como destaque a Nova Zelândia com 21 medalhas sendo 10 de ouro.

## Medalhistas
Os resultados completos podem ser encontrados conforme compilados por Bob Snow em Athletics Papua New Guinea,  na revista Athletics Weekly,  e na página da História do Atletismo Mundial Júnior. 

### Masculino
| Evento                      | Ouro                                                                            | Ouro     | Prata                                                                          | Prata    | Bronze                                                                       | Bronze   |
| --------------------------- | ------------------------------------------------------------------------------- | -------- | ------------------------------------------------------------------------------ | -------- | ---------------------------------------------------------------------------- | -------- |
| 100 metros                  | Saula Roko · Fiji                                                               | 10.86    | David Falealili · Nova Zelândia                                                | 11.00    | Peter Maulder · Nova Zelândia                                                | 11.00    |
| 200 metros                  | Jeffrey Bai · Papua-Nova Guiné                                                  | 21.46 w  | David Falealili · Nova Zelândia                                                | 21.50 w  | Andrew Foster · Nova Zelândia                                                | 21.96 w  |
| 400 metros                  | Remesio Namara · Fiji                                                           | 48.82    | Cameron Brown · Austrália                                                      | 48.84    | Craig Wislang · Nova Zelândia                                                | 50.02    |
| 800 metros                  | Paul Hamblyn · Nova Zelândia                                                    | 1:55.46  | Gerard Solomon · Vanuatu                                                       | 1:58.72  | Niue Titi · Samoa                                                            | 1:59.32  |
| 1 500 metros                | Paul Hamblyn · Nova Zelândia                                                    | 4:05.54  | Gerard Solomon · Vanuatu                                                       | 4:09.44  | Chris Votu · Ilhas Salomão                                                   | 4:12.62  |
| 5 000 metros                | Chris Votu · Ilhas Salomão                                                      | 16:08.48 | Samuel Solomon · Papua-Nova Guiné                                              | 16:20.98 | Chris Saeni · Ilhas Salomão                                                  | 17:01.00 |
| 110 metros barreiras        | Ah Chong Sam Chong · Samoa                                                      | 15.74 w  | Leroy Muriki · Papua-Nova Guiné                                                | 15.92 w  | Julien Crozet · Polinésia Francesa                                           | 16.58 w  |
| 400 metros barreiras        | Toetu'u Sapoi'aleki · Tonga                                                     | 55.34    | Julien Crozet · Polinésia Francesa                                             | 57.32    | Niue Titi · Samoa                                                            | 58.44    |
| 3.000 metros com obstáculos | Chris Votu · Ilhas Salomão                                                      | 10:27.34 | Esala Talebula · Fiji                                                          | 10:50.48 | Teremoana Tangikara · Ilhas Cook                                             | 13:14.72 |
| 4×100 metros estafetas      | Nova Zelândia · Andrew Foster · Peter Maulder · Craig Wislang · David Falealili | 42.40    | Fiji                                                                           | 43.20    | Papua-Nova Guiné · Leroy Muriki<brElias Roboam · Jerry Bata · Jeffrey Bai    | 43.48    |
| 4×400 metros estafetas      | Fiji                                                                            | 3:22.20  | Nova Zelândia · Craig Wislang · Paul Hamblyn · Andrew Foster · David Falealili | 3:29.82  | Papua-Nova Guiné · Jerry Bata · Leroy Muriki · Sandy Katusele · Elias Roboam | 3:32.90  |
| Salto em altura             | Ben Roper · Nova Zelândia                                                       | 1.95     | Robert Elder · Fiji                                                            | 1.95     | Piliote Hafoka · Tonga                                                       | 1.95     |
| Salto com vara              | Tokaikolo Latapu · Tonga                                                        | 2.80     |                                                                                |          |                                                                              |          |
| Salto em comprimento        | Harmon Harmon · Ilhas Cook                                                      | 6.54     | Tokaikolo Latapu · Tonga                                                       | 6.53     | Damien Daly · Austrália                                                      | 6.52     |
| Salto triplo                | Piliote Hafoka · Tonga                                                          | 13.95    | Leroy Muriki · Papua-Nova Guiné                                                | 13.82    | Timoci Tamani · Fiji                                                         | 13.74    |
| Arremesso de peso           | Mitchel Alatalo · Austrália                                                     | 14.10    | Sosefo Fonorito · Fiji                                                         | 13.72    | Paul Niulala · Tonga                                                         | 13.43    |
| Lançamento de disco         | Daniel Goulding · Austrália                                                     | 40.45    | Sosefo Fonorito · Fiji                                                         | 37.49    | Pio Fihaki · Fiji                                                            | 37.25    |
| Lançamento do martelo       | Daniel Goulding · Austrália                                                     | 53.32    | Marceliano Fiakaifonu · Vanuatu                                                | 29.62    | Paul Niulala · Tonga                                                         | 25.48    |
| Lançamento do dardo         | Sean Betland · Austrália                                                        | 60.31    | Joshua Kuruyawa · Fiji                                                         | 58.19    | Kuli Kivalu · Tonga                                                          | 53.92    |

### Feminino
| Evento                 | Ouro                               | Ouro    | Prata                              | Prata    | Bronze                                                                               | Bronze  |
| ---------------------- | ---------------------------------- | ------- | ---------------------------------- | -------- | ------------------------------------------------------------------------------------ | ------- |
| 100 metros             | Nicola Morris · Nova Zelândia      | 12.56   | Carly Cairns · Austrália           | 12.68    | Tamsyn McGarva · Nova Zelândia                                                       | 12.72   |
| 200 metros             | Nicola Morris · Nova Zelândia      | 25.28   | Monica Jonathan · Papua-Nova Guiné | 25.36    | Vasiti Vatureba · Fiji                                                               | 25.78   |
| 400 metros             | Vasiti Vatureba · Fiji             | 60.02   | Elsie Daiwo · Ilhas Salomão        | 61.70    | Mere Marama · Fiji                                                                   | 61.92   |
| 800 metros             | Kirsty Turnbull · Nova Zelândia    | 2:15.60 | Kate McMaster · Austrália          | 2:20.74  | Elsie Daiwo · Ilhas Salomão                                                          | 2:36.50 |
| 1 500 metros           | Moana Burt · Nova Zelândia         | 4:37.14 | Sebiuta Senivetaukula · Fiji       | 5:14.06  |                                                                                      |         |
| 3 000 metros           | Moana Burt · Nova Zelândia         | 9:59.70 | Sebiuta Senivetaukula · Fiji       | 11:42.26 |                                                                                      |         |
| 100 metros barreiras   | Cecile Tiatia · Polinésia Francesa | 15.96 w | Avikali Kainoko · Fiji             | 16.06 w  | Falemaama Fakapulia · Tonga                                                          | 16.30 w |
| 400 metros barreiras   | Avikali Kainoko · Fiji             | 63.74   | Cecile Tiatia · Polinésia Francesa | 67.12    | Lata Manoa · Tonga                                                                   | 67.72   |
| 4×100 metros estafetas | Tonga                              | 50.00   | Austrália                          | 51.44    | Nova Zelândia · Michelle Phillips · Victoria Lowrie · Tamsyn McGarva · Nicola Morris | 51.56   |
| 4×400 metros estafetas | Fiji                               | 4:04.46 | Tonga                              | 4:19.94  |                                                                                      |         |
| Salto em altura        | Vicki Collins · Austrália          | 1.80    | Tamsyn McGarva · Nova Zelândia     | 1.55     | Lesieli Halafihi · Tonga                                                             | 1.50    |
| Salto com vara         | Lesieli Halafihi · Tonga           | 1.85    |                                    |          |                                                                                      |         |
| Salto em comprimento   | Lanuola Keil · Samoa               | 5.76    | Vicki Collins · Austrália          | 5.30     | Miriam Waleilia\| · Ilhas Salomão                                                    | 4.64    |
| Salto triplo           | Sarah Sydney · Austrália           | 12.43   | Lata Manoa · Tonga                 | 10.71    | Lesieli Halafihi · Tonga                                                             | 10.60   |
| Arremesso de peso      | Victoria Lowrie · Nova Zelândia    | 12.94   | Noella Flores · Polinésia Francesa | 12.23    | Melehifo Uhi · Tonga                                                                 | 11.46   |
| Lançamento de disco    | Louise McNamara · Austrália        | 40.02   | Noella Flores · Polinésia Francesa | 39.40    | Siniva Marsters · Ilhas Cook                                                         | 38.12   |
| Lançamento do martelo  | Sharyn Tennent · Austrália         | 47.97   | Michelle Phillips · Nova Zelândia  | 47.84    | Stacey Rogers · Nova Zelândia                                                        | 42.20   |
| Lançamento do dardo    | Tiffany Dudman · Austrália         | 42.87   | Sisilia Lau · Fiji                 | 41.84    | Melehifo Uhi · Tonga                                                                 | 37.64   |

## Quadro de medalhas (não oficial)
| Ordem | País               | Medalha de ouro | Medalha de prata | Medalha de bronze | Total |
| ----- | ------------------ | --------------- | ---------------- | ----------------- | ----- |
| 1     | Nova Zelândia      | 10              | 5                | 6                 | 21    |
| 2     | Austrália          | 9               | 5                | 1                 | 15    |
| 3     | Fiji               | 6               | 10               | 4                 | 20    |
| 4     | Tonga              | 5               | 3                | 10                | 18    |
| 5     | Ilhas Salomão      | 2               | 1                | 4                 | 7     |
| 6     | Samoa              | 2               | 0                | 2                 | 4     |
| 7     | Papua-Nova Guiné   | 1               | 4                | 2                 | 7     |
| 8     | Polinésia Francesa | 1               | 4                | 1                 | 6     |
| 9     | Ilhas Cook         | 1               | 0                | 2                 | 3     |
| 10    | Vanuatu            | 0               | 3                | 0                 | 3     |
| Total | Total              | 37              | 35               | 32                | 104   |

## Participantes (não oficial)
Uma contagem não oficial rende o número de cerca de 124 atletas de 15 nacionalidades.
| - Austrália (13) - Ilhas Cook (5) - Fiji (19) - Kiribati (1) - Estados Federados da Micronésia (6) | - Nauru (13) - Ilha Norfolk (6) - Palau (3) - Papua-Nova Guiné (8) | - Samoa (7) - Ilhas Salomão (5) - Polinésia Francesa (8) - Tonga (20) - Vanuatu (4) |